# 津田正信
津田 正信（つだ まさのぶ、応永24年〈1417年〉 - 文亀3年4月20日〈1503年5月15日〉）は、室町時代から戦国時代にかけての武将。官途名は周防守。河内国津田城主とされるが、実在には疑問が呈されている。

## 概要
正信の出自について、津田村尊光寺所蔵の「国見城主歴代略縁」には楠木正成の「世々ノ孫」とあり、『紀伊続風土記』には正成の3代の孫とも、正成の子である正儀の子とも記される。正信の時に初めて津田氏を称したという。
延徳2年（1490年）、河内国交野郡の津田（現在の大阪府枚方市東部）に到来した正信は同地の国見山に津田城を築き、平安時代末期よりこの地を支配した中原氏に取って代わったとされる。正信は津田村・尊延寺村・芝村・穂谷村の4村を領し、文亀3年（1503年）4月20日、87歳で死去した。
正信の跡は子の備後守正忠が継ぎ、その跡を正忠の長子・周防守正明が継ぐ。正明は三好長慶に従い、津田地域に加えて牧八郷（枚方市中西部）や友呂岐六郷（大阪府寝屋川市北部）を安堵され、合わせて一万石を支配したとされる。正明の子の主水頭正時は、天正3年（1575年）に織田信長に津田城を焼かれて、拠点を麓の本丸山城に移し、天正10年（1582年）の山崎の戦いで明智光秀に味方して没落した。正時の子・新八郎正胤は、元和元年（1615年）の大坂の陣で豊臣方についたため山城国八幡に幽居することになり、それ以後、津田氏は津田に戻らなかったとされる。
なお、正信を含む津田城主の津田氏は同時代史料では姿が見えず、後世の由緒書からその経歴が築かれた。しかし、これらの由緒書は17世紀末以降の津田山をめぐる山論において、自陣営を有利にするために作られたものであり、津田城の由緒や津田城主の津田氏は後世の創作であると指摘されている。
また正信は、種子島から根来に鉄砲を伝えたとされる紀州の津田監物一族の祖ともいわれる。この紀州津田氏と正信のつながりは18世紀後半以降に唱えられるようになったと考えられる（後述）。

## 津田正信の墓と紀州津田氏
津田村にはかつて自然石十数個を積んだ津田正信の墓とされるものがあり、その側には紀州津田氏の建てた石灯籠があった。道路の拡張に伴ってこの墓はなくなり、道路脇には新たに「津田城主 津田周防守正信之墓」と刻まれた石碑が設置されている。
津田氏が津田城を居城にしたという記事は、享保20年（1735年）に刊行の始まった『五畿内志』に掲載され、天明元年（1781年）頃より、それを見たと思われる紀州津田氏が先祖の墓を探して津田村を訪れるようになった。紀州津田氏は津田村の領主である旗本の久貝氏を頼り、天明3年（1783年）6月および9月、久貝氏が津田村に対し津田氏の墓を探すよう命じている。村側はその度に墓がないと回答していたが、なおも墓探しを命じられたとみられ、その年のうちに津田氏の墓を発見したとの報告を行った。正信の墓はこの時に作られたと考えられる。
紀州津田氏はこの墓の「発見」を契機に、津田監物を河内出身と称するようになったとみられる。正徳4年（1714年）成立の『武芸小伝』では津田監物は「紀州那賀郡小倉人也」とされ、河内とのつながりに触れられていないが、文化9年（1812年）発行の『紀伊国名所図会』で監物は河内津田城主である正信の長男と記され、天保10年（1839年）完成の『紀伊続風土記』には監物を正信6代の孫とする説が記載されるようになっている。